# Хрисостом Калафатис
Хрисостом (на гръцки: Χρυσόστομος) е гръцки духовник, драмски (1902 - 1910) и последен смирненски митрополит (1910 - 1922), загинал мъченчески и обявен от Църквата на Гърция за светец на 4 ноември 1992 година.

## Биография
Роден е с фамилията Калафатис (Καλαφάτης) на 8 януари 1867 година във витинското градче Триглия, днес в Турция. Родителите му Николаос Калафатис и Калиопи Лемониду имат 8 деца, бащата е добре образован и заможен - избран е в османските съдилища. На 17 години Хрисостом заминава да учи в Халкинската семинария. На Халки се запознава с митрополит Константин Митилински, който поема разходите по учението му. Завършва училище с отличие и митрополит Константин го ръкополага за дякон. Служи в Митилинската митрополия, а от 1896 година е архидякон в Ефеската, където е преместен митрополит Константин. На 2 април 1897 година митрополит Константин е избран за вселенски патриарх и на 18 май ръкополага Хрисостом за свещеник и го назначава за велик протосингел на Патриаршията. Хрисостом държи надгробната реч на погребението на патриарх Софроний IV Александрийски, духовния наставник на Константин V.
В 1901 година на константинополския трон се качва динамичният Йоаким III, който също оценява Хрисостом и той запазва позицията си на велик протосингел. На 23 май 1902 година Хрисостом е ръкоположен в патриаршеската катедрала „Свети Георги“ за митрополит на Драмската епархия от партиарх Йоаким III в съслужение с митрополитите Йоаким Ефески, Натанаил Бурсенски, Александър Неокесарийски, Атанасий Иконийски, Василий Смирненски, Константин Хиоски, Йоаким Ксантийски, Никодим Воденски, Никифор Литицки, Тарасий Илиуполски, Йероним Галиполски и Филарет Димотишки. В деня на избора си Хрисостом се обръща към патриарха:
| „ | С цялото си сърце и разум ще служа на Църквата и на Нацията и митрата, която светите ви ръце сложиха на главатами, ако ѝ е съдено някога да изгуби блясъка на камъните си, ще стане трънен венец на йерарх мъченик. | “ |

## Драмски митрополит
Хрисостом е митрополит на Драма до 1910 година. В това време той активно подкрепя гръцката въоръжена пропаганда в Македония, подпомогнат от дякон Хрисостом Хадзиставру, и всячески се опитва да попречи на българското учебно и църковно дело. Подкрепа му оказват градските първенци Константинос Довелас, Димостенис Хадзикириакос, Петрос Константинидис (Константину), Атанасиос Пецос, Меркуриос Константинидис (Константину), Василиос Григориадис, Димитриос Константину, Атанасиос Ваянас, Димитриос Антопулос, Влахос Анагностопулос, Николаос Харитакис, Михаил Фесас и Атанасиос Папалудас.
В Драма той построява нова сграда за митрополията, ново училище, болница, гимнастическа зала, приюти за сираци и старчески домове. В 1907 година активната подкрепа на Хрисостом на гръцките чети и натиска на британските наблюдатели кара властите им поискат отзоваването му. Хрисостом се оттегля в родния си Триглия. След Младотурската революция в 1908 година обаче Хрисостом се връща в Драма. След една година властите отново искат отзововането му като нарушител на обществения ред.

## Смирненски митрополит
На 11 март 1910 година Хрисостом е преместен като митрополит в Смирна. Тук той остава през тежките години на Балканските войни (1912 – 1913). При началото на Първата световна война Патриаршията обявява, че Православието е подложено на гонение и в знак на протест закрива всички църкви. Гръцкото население е подложено на репресии. Хрисостом се оттгеля в Царград. С поражението на Османската империя в 1918 година Хрисостом се връща към задълженията си. На 2 (15) май 1919 година в Смирна влизат гръцки войски с първоначален мандат от Антантата да поддържат реда. В 1920 година Севърският договор дава на Гърция петгодишен временен контрол върху региона. В избухналата Гръцко-турска война първоначално гръцките войски имат успех и стигат до Анкара, но през август 1922 година фронтът е пробит и гръцките войски напускат Смирна. Навлизането на турските части в града е съпроводено с изгарянето на града и масово избиване на християнското население. Хрисостом заедно с арменския митрополит е приет от американския консул в Смирна Джордж Хортън. Хрисостом отказва да напусне града и отказва предложеното му убежище във френското посолство, заявявайки „Аз съм пастил и мястото ми е при стадото ми“. Христостом е арестуван от турски войници и затворен в кметството, където командващият Нуредин паша го оставя да бъде линчуван от мюсюлманската тълпа.

## Провъзгласяване за светец
Хрисостом е канонизиран в 1992 година от Църквата на Гърция, която го обявява за светец и за национален мъченик. Паметта на „Свети Хрисостом Смирнски и заедно с него светите архиереи Григорий Кидонийски, Амвросий Мосхонисийски, Прокопий Иконийски, Евтимий Зилоски, а също така и на свещениците и миряните, погубени в Малоазийската катастрофа“ се тачи в неделята прези Въздвижение на Светия кръст.